# Hechendorf am Pilsensee

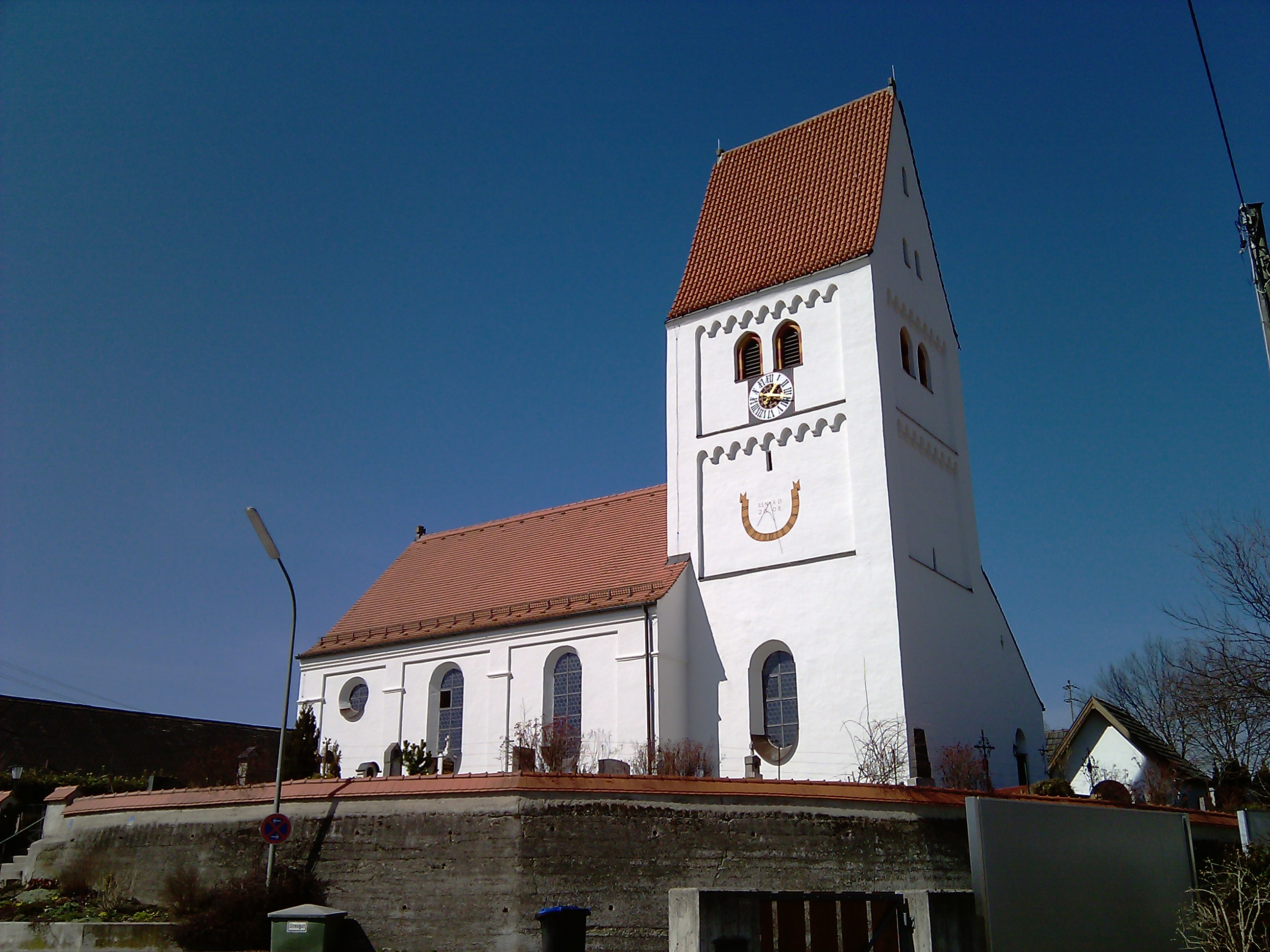
Kirche St. Michael in Hechendorf

Hechendorf am Pilsensee ist ein Gemeindeteil der Gemeinde Seefeld am nördlichen Rand des Pilsensees im oberbayerischen Landkreis Starnberg.

## Geschichte
In alten Urkunden wird der Ort als „Höchendorf“ (= Dorf auf der Höhe) bezeichnet. Erstmals wird er um die Mitte des 12. Jahrhunderts urkundlich erwähnt, weil das Kloster Dießen am Ammersee hier Besitztümer hatte. Im Jahr 1367 gaben die Gebrüder Mailinger ihren Kirchenschatz, den Widdum und den Zehnten der Kirche Dießen, „damit ein Pfarrer allhier auf der Pfarr hausen könne“. Die Kirchenbücher gehen bis zum Dreißigjährigen Krieg zurück.
Am 1. Januar 1978 entstand durch Zusammenschluss der Gemeinden Oberalting-Seefeld, Hechendorf am Pilsensee und Meiling im Zuge der Gemeindegebietsreform die neue Gemeinde Seefeld.

## Lage und Infrastruktur
Die lange und schmale Ortschaft erstreckt sich ungefähr vier Kilometer entlang der Hauptstraße, an der sich auch die Kirche St. Michael und die Dorfwirtschaft „Alter Wirt“ befinden. Der nordöstlich am Pilsensee gelegene Ort hat ca. 3300 Einwohner (Stand 2006). Am östlichen Ende der Hauptstraße befinden sich die Schule und der Kindergarten; der Ortsteil Güntering schließt sich an.
Seit 1903 verläuft die Bahnstrecke Pasing–Herrsching durch Hechendorf, an der sich der Bahnhof Seefeld-Hechendorf befindet. Mit der Betriebsaufnahme der S-Bahn München wurde der Bahnhof 1972 zur S-Bahn-Station, er wird von der Linie S8 zwischen Herrsching und dem Flughafen München bedient.
| Linie | Linienverlauf |
| ----- | --- |
| S8    | Herrsching – Seefeld-Hechendorf – Steinebach – Weßling – Neugilching – Gilching-Argelsried – Geisenbrunn – Germering-Unterpfaffenhofen – Harthaus – Freiham – Neuaubing – Westkreuz – Pasing – Laim – Hirschgarten – Donnersbergerbrücke – Hackerbrücke – Hauptbahnhof – Karlsplatz (Stachus) – Marienplatz – Isartor – Rosenheimer Platz – Ostbahnhof – Leuchtenbergring – Daglfing – Englschalking – Johanneskirchen – Unterföhring – Ismaning – Hallbergmoos – Flughafen Besucherpark – Flughafen München |

### ÖPNV
Hechendorf wird durch mehrere Regionalbuslinien des MVV erschlossen.
| Linie | Linienverlauf                                                                               | Verkehrsunternehmen |
| ----- | ------------------------------------------------------------------------------------------- | ------------------- |
| 820   | Seefeld-Hechendorf – Inning – Grafrath – Buchenau – Fürstenfeldbruck, Schöngeisinger Straße | Enders Reisen       |
| 924   | Ortsverkehr Seefeld-Hechendorf                                                              | Geldhauser          |
| 928   | Andechs, Kloster – Seefeld-Hechendorf – Steinebach – Walchstadt                             | Geldhauser          |

## Sehenswürdigkeiten

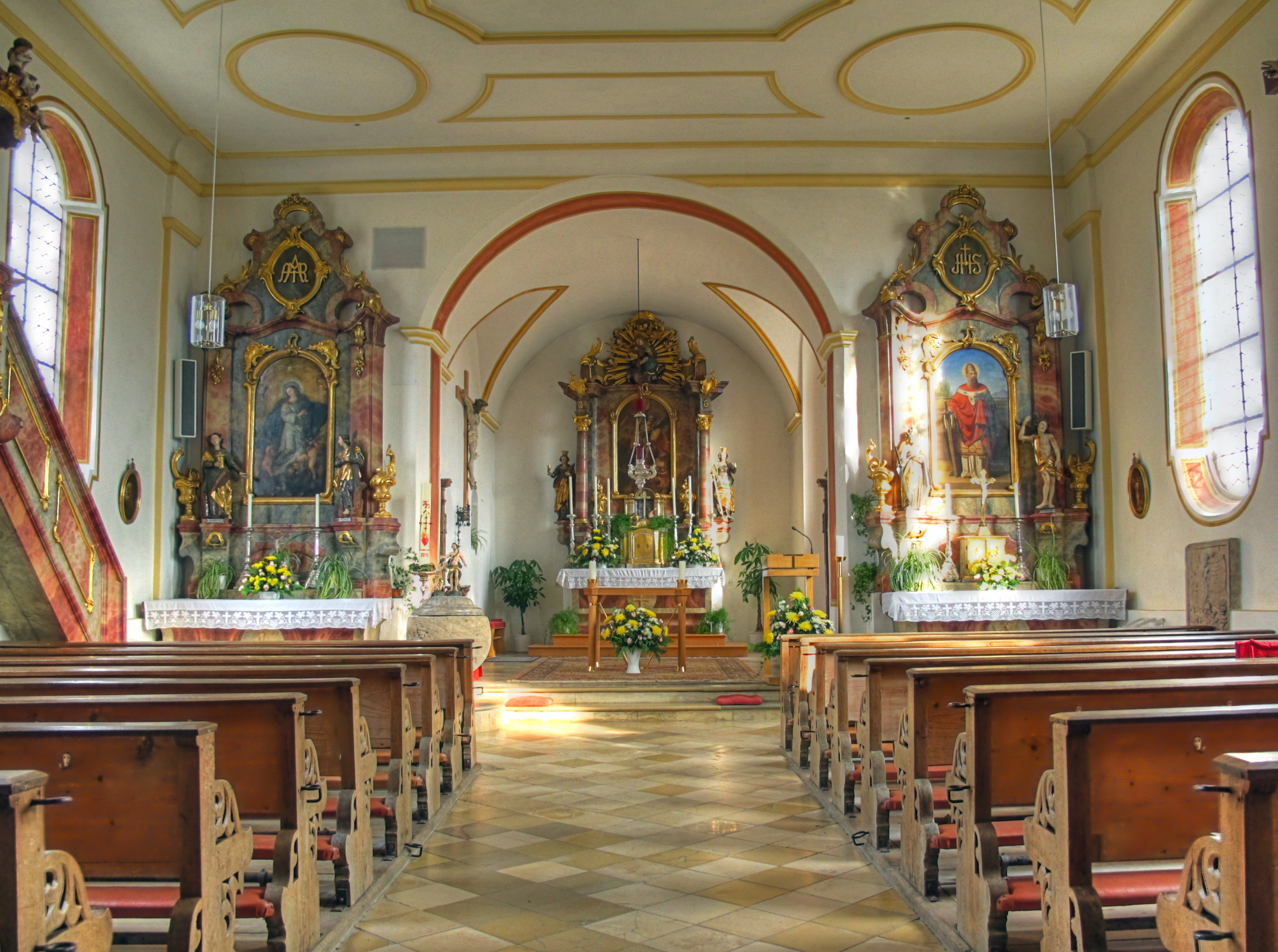
Innenraum von St. Michael

- Der um 1270 erbaute frühgotische Satteldachkirchturm der Pfarrkirche St. Michael, an den 1702 das heutige Mittelschiff angebaut wurde, steht über dem Chorraum. Das Kirchenschiff wurde 1772 barockisiert und seitdem mehrmals renoviert. St. Michael gehörte ab dem 14. Jahrhundert der Stiftskirche Dießen an und ist seit 1455 Pfarrkirche.
- Am südwestlichen Ende der Hauptstraße im Höhenweg befindet sich die „Schröder-Villa“, die als Jagdschloss für den Münchner Stahlfabrikanten Schröder erbaut wurde.

## Feuerwehr
Bereits aus dem Jahr 1791 ist eine Allgemeine Feuerordnung erhalten und im Jahr 1819 wurde eine Feuerleiter angeschafft. Doch erst im Jahr 1873 wurde die Freiwillige Feuerwehr Hechendorf-Güntering gegründet. Ein Jahr später wurde bereits ein Feuerhaus errichtet und Ausrüstung gekauft. Im Jahr 1898 folgte für 1280 Mark eine neue Feuerspritze und 1910 wurde für 1350 Mark ein neues Feuerwehrhaus gebaut. Nach dem Zweiten Weltkrieg wurde die Feuerwehr neu gegründet und 1967 ein Tragkraftspritzenfahrzeug gekauft. In den Jahren 1985 und 2019 wurde jeweils ein neues Feuerwehrhaus errichtet. Schließlich erfolgte 2003 der Kauf des ersten wasserführenden Fahrzeugs. Zum 150-jährigen Jubiläum fand im Juli 2023 ein Festumzug statt.

## Persönlichkeiten
- Clemens von Franckenstein (1875–1942), deutscher Komponist, Dirigent und Theaterintendant, lebte ab 1934 in Hechendorf.
- Horst Wolfram Geißler (1893–1983), deutscher Schriftsteller, lebte ab 1947 in Hechendorf.
- Robert Schindlbeck (1911–1999), deutscher Internist und ärztlicher Standesvertreter, wohnte bis zu seinem Tod in Hechendorf.